# چکاوک فندقی

چکاوک فندقی یا چکاوک زرد حنایی (نام علمی: Mirafra africanoides) نام یک گونه از سرده جل‌ها است.